# Gouvernement Bokassa
Pour les articles homonymes, voir Bokassa.
Ire République
Le Gouvernement Bokassa est le gouvernement de la République centrafricaine du 4 janvier 1966 au 12 janvier 1967. Il est formé après le Coup d'État de la Saint-Sylvestre et la démission du Président David Dacko. Dans sa composition initiale, il est appelé Conseil révolutionnaire et reste en place jusqu'au 12 janvier 1967. 

## Composition initiale
Le 4 janvier 1966, le gouvernement est constitué de trois ministres du cabinet précédent et six nouveaux titulaires dont trois officiers. 

### Chef de gouvernement
- Président de la République, Président du gouvernement, Ministre de la Défense nationale, Garde des Sceaux : Colonel Jean-Bedel Bokassa

### Ministre d'État
- Ministre d'État, chargé des finances et des anciens combattants : Lieutenant-colonel Alexandre Banza

### Ministres
- Ministre de l'Intérieur : Jean-Arthur Bandio[2]
- Ministre des Affaires étrangères : Antoine Guimali
- Ministre de l'Éducation nationale de la Jeunesse et des Sports : Dominique Guéret (du 4 janvier à octobre 1966)
- Ministre de l'Économie nationale : Lieutenant Thimotée Malendoma
- Ministre du Développement : Ange Patassé
- Ministre de la Santé publique et des Affaires sociales : Lieutenant André Magale[3]
- Ministre de la Fonction publique et du travail : Antoine Kezza
- Ministre des Travaux publics, des Postes et Télécommunications : Maurice Gamana-Leggos[4]

### Secrétaire d'État
- Secrétaire d'État : Eugène Ngoagouni